# Си-Эн Тауэр

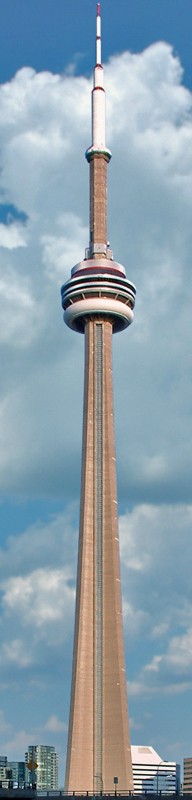
Вертикальная панорама

Си-Эн Та́уэр (англ. CN Tower) — 553,3-метровая телевизионная башня, расположенная в Торонто (Канада, провинция Онтарио). Была самым высоким свободно стоящим сооружением в мире с 1976 по 2007 год, а также до сих пор остаётся таковым в  Западном полушарии. Является символом Торонто.
Первоначально аббревиатура СN расшифровывалась как Canadian National (так как здание принадлежало в то время государственной компании Canadian National Railways). Однако в 1995 году башня была куплена компанией Canada Lands Company (CLC). Однако жители Торонто пожелали сохранить историческое название телебашни, поэтому теперь аббревиатура CN официально расшифровывается как Canada’s National.
Земляные работы для сооружения железобетонной конструкции с последующим натяжением арматуры весом 130 000 т начались 12 февраля 1973 г., а уже 2 апреля 1975 г. возведение башни было завершено.

## Использование
Башня используется для телекоммуникационных нужд. Кроме того, башня используется как обзорная площадка. Также на башне имеется вращающийся ресторан.
На высоте 447 м находится астрономическая обсерватория. Над ней возвышается 90-метровый шпиль радиоантенны, который был собран из секций прямо на высоте при помощи вертолета. На всю сборку ушло около месяца; при сборке с помощью подъёмного крана на всё ушло бы около 6 месяцев.

### Телевидение
- CBC/Radio-Canada (CBLT-DT/CBLFT-DT)
- CTV (CFTO-DT)
- Citytv (CITY-DT)
- CP24
- Global (CIII-DT)
- LOOK TV (поставщик цифрового кабельного телевидения)
- CKXT-DT (31 октября 2011 года станция прекратила вещание)

### Радиовещание

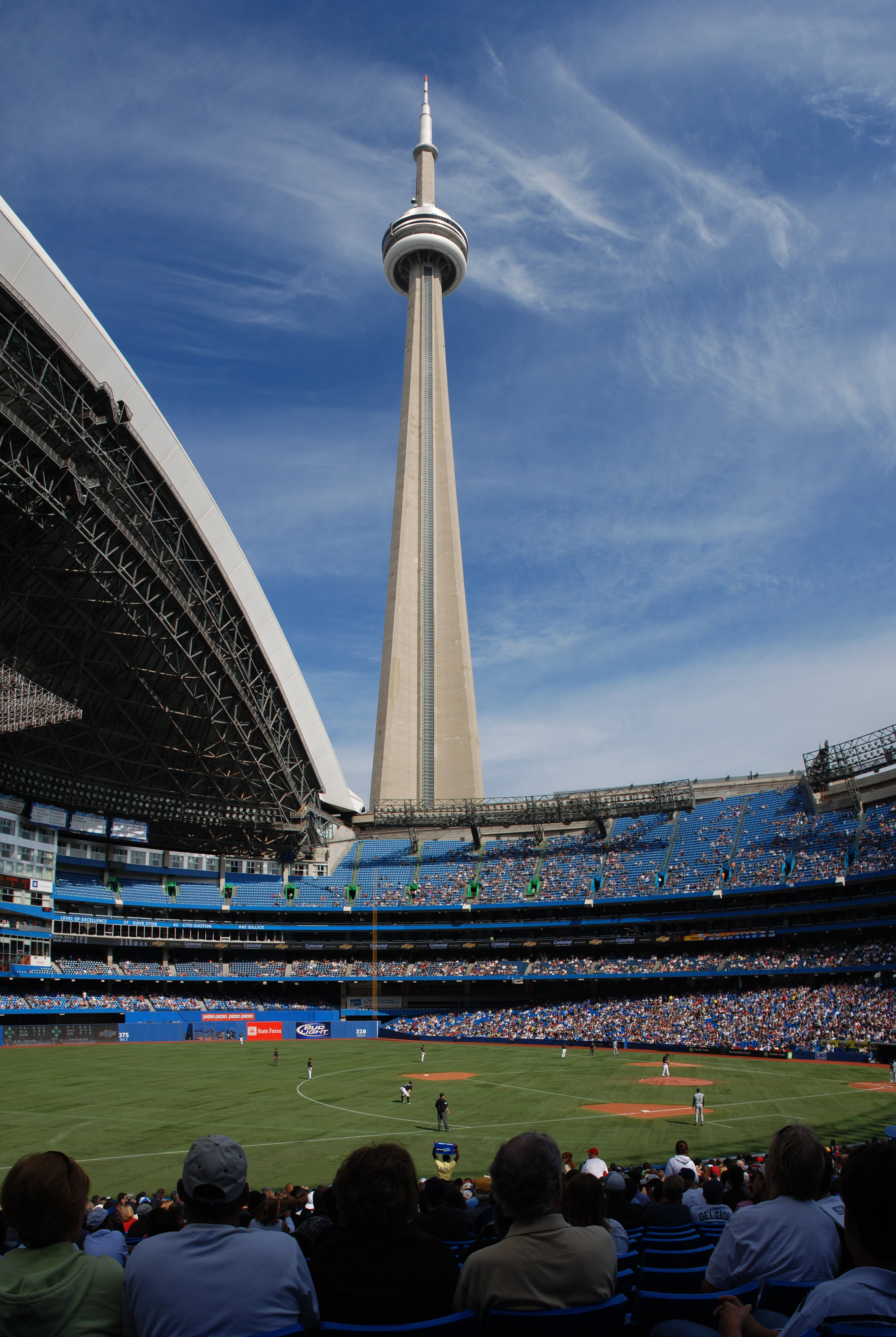
Вид на башню со стадиона

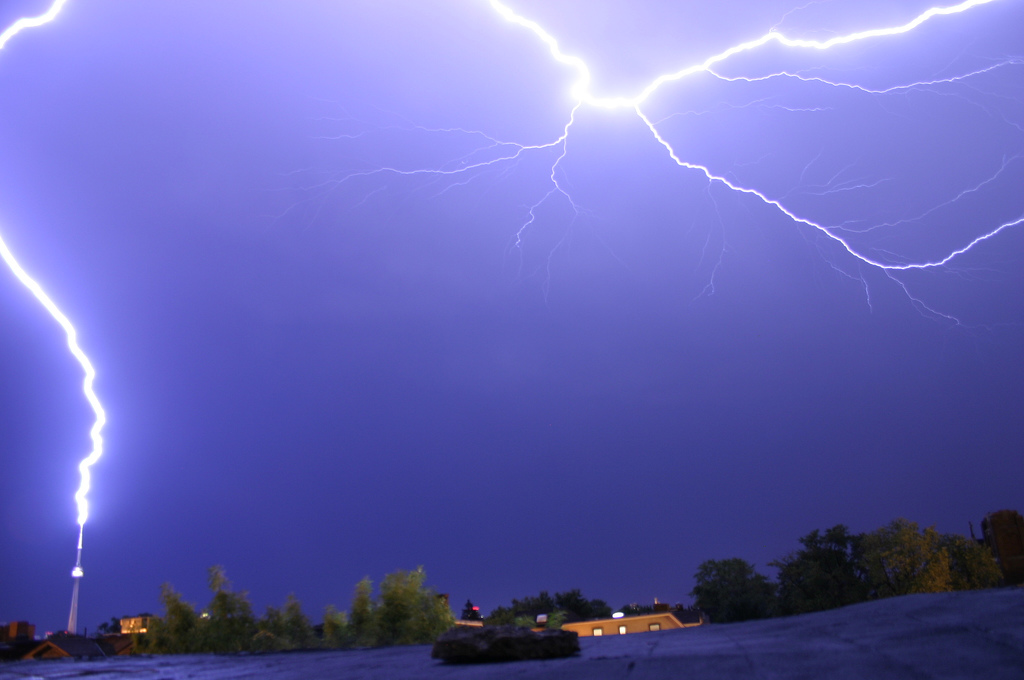
Молния, бьющая в Си-Эн Тауэр

| Обозначение | Частота   | Диапазон  | Название                   | Примечание                                                                       |
| ----------- | --------- | --------- | -------------------------- | -------------------------------------------------------------------------------- |
| Master FM   | Master FM | Master FM | Master FM                  | Консорциум радиовещания Торонто (цифровое радио)                                 |
| CFMJ        | 640 kHz   | AM        | AM640 Toronto Radio        |                                                                                  |
| CFMZ        | 96,3 MHz  | FM        | Classical 96               |                                                                                  |
| CFNY        | 102,1 MHz | FM        | 102,1 The Edge             |                                                                                  |
| CFRB        | 1010 kHz  | AM        | Newstalk 1010              |                                                                                  |
| CFTR        | 680 kHz   | AM        | 680 News                   |                                                                                  |
| CHFI        | 98,1 MHz  | FM        | 98,1 CHFI                  |                                                                                  |
| CHIN        | 100,7 MHz | FM        | CHIN Radio                 | В основном на итальянском и португальском языках                                 |
| CHIN        | 1540 kHz  | AM        | CHIN Radio                 | В основном на итальянском и кантонском языках                                    |
| CHUM        | 104,5 MHz | FM        | 104,5 CHUM FM              |                                                                                  |
| CHUM        | 1050 kHz  | AM        | 1050 CHUM                  |                                                                                  |
| CHWO        | 740 kHz   | AM        | Prime Time Radio           |                                                                                  |
| CIAO        | 530 kHz   | AM        | AM 530 Multicultural Radio | Радиопередачи из Брамптона, Онтарио                                              |
| CIRC        | 1610 kHz  | AM        | —                          | Планируемая «братская» станция для CIRV-FM                                       |
| CILQ        | 107,1 MHz | FM        | Classic Rock Q 107         |                                                                                  |
| CKFM        | 99,9 MHz  | FM        | Mix FM                     |                                                                                  |
| CJAQ        | 92,5 MHz  | FM        | 92,5 JACK FM               |                                                                                  |
| CJCL        | 590 kHz   | AM        | The Fan 590                |                                                                                  |
| CJEZ        | 97,3 MHz  | FM        | EZ Rock 97,3               |                                                                                  |
| CJMR        | 1320 kHz  | AM        | —                          | Этническое китайское христианское радио в Миссисаге (англ. Mississauga), Онтарио |
| CJRT        | 91,1 MHz  | FM        | JAZZ.FM91                  |                                                                                  |

### Мобильные и пейджинговые провайдеры
- Bell Mobility
- Rogers Wireless
- Motorola

### Коммуникации
- Bell Canada
- Toronto Transit Commission
- Ретрансляторы радио Amateur «2-Tango» (2 м VHF) and «4-Tango» (440/70 см UHF) — собственность Toronto FM Communications Society, обозначение VE3TWR.